# Achalik
Achalik (ros. Ахалик) – wieś w Rosji, w Buriacji, w rejonie tunkińskim. W 2010 liczyła 305 mieszkańców.